# 太成学院大学

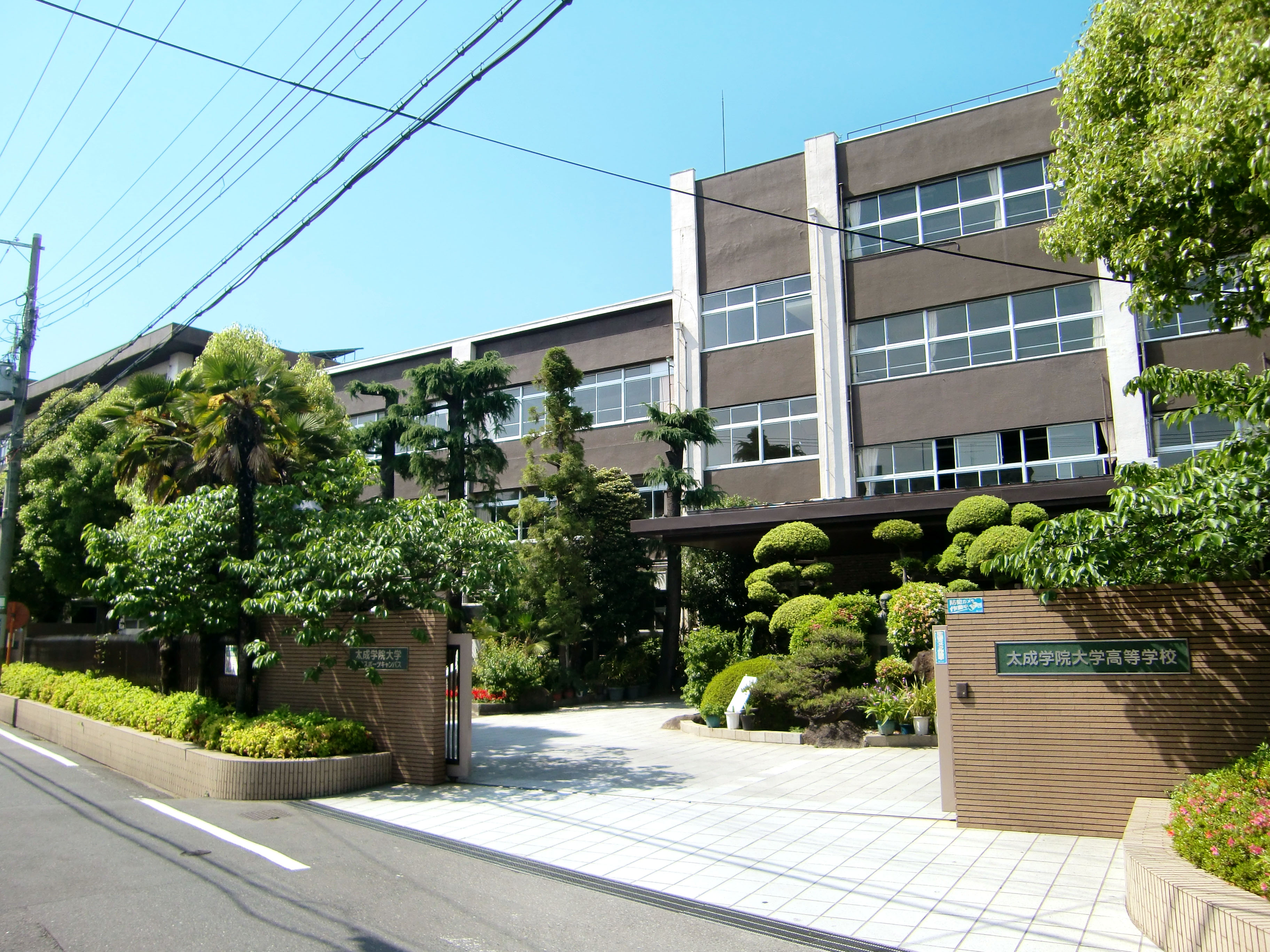
鴻池スポーツキャンパス

太成学院大学（たいせいがくいんだいがく、英語: Taisei Gakuin University）は、大阪府堺市美原区平尾1060-1に本部を置く日本の私立大学。1935年創立、1987年大学設置。大学の略称は「TGU」「太成学院」。

## 概観

### 大学全体
1987年に大阪府下唯一の経営情報学科を有する大阪短期大学（共学）を開学、1998年に同短大の一部を南大阪大学へ改組・転換したのが四年制大学としての本学の源流となる。2003年には大阪短期大学を全面統合して人間学部へ改組・転換、現校名に改称。2007年には看護学部を設置、現在3学部5学科体制となっている。

## 沿革
- 1987年4月 - 大阪短期大学を大阪府堺市に開学（経営情報学科）
- 1998年4月 - 大阪短期大学の一部を改組し、南大阪大学（経営学部経営情報学科）として設置認可を受ける
- 2003年4月 - 太成学院大学に校名変更。経営学部を経営情報学部に名称変更。大阪短期大学のすべてを人間学部（心理学科・人間文化学科）に改組、設置認可を受ける
- 2004年4月 - 経営情報学部にコミュニティビジネス学科設置
- 2005年4月 - 経営情報学部を総合経営学部に名称変更、コミュニティビジネス学科を経営経済学科に名称変更
- 2007年4月 - 看護学部看護学科新設の認可を受ける
- 2008年4月 - 総合経営学部を経営学部に名称変更、経営経済学科募集停止
- 2009年4月 - 経営学部の経営情報学科を現代ビジネス学科に名称変更
- 2012年4月 - 人間学部の心理学科、人間文化学科を子ども発達学科、健康スポーツ学科、人間心理応用学科に改組
- 2016年4月 - 人間学部の人間心理応用学科を心理カウンセリング学科に名称変更

## 基礎データ

### 所在地
- 美原キャンパス（大阪府堺市美原区平尾1060-1）
- 鴻池スポーツキャンパス（大阪府大東市諸福7丁目2番23号）
- 清滝スポーツキャンパス（大阪府四條畷市逢阪）

## 教育および研究

### 組織

#### 学部
- 経営学部
  - 現代ビジネス学科
    - ビジネス実務コース
    - 医療福祉コース
    - ものづくりコース

- 人間学部
  - 子ども発達学科
    - 初等教育コース
    - 保育コース

  - 健康スポーツ学科
    - スポーツ教育コース
    - 生涯スポーツコース
    - スポーツ・レジャーコース

  - 心理カウンセリング学科

- 看護学部
  - 看護学科

### 大学関係者一覧
- 小﨑まり（卒業生） - 陸上競技（長距離走・マラソン）選手
- 市川哲也（卒業生) - 推理小説家
- 平野流佳（卒業生）-2022年北京オリンピック スノーボード日本代表

## 施設

### キャンパス

#### 美原キャンパス
- 所在地：大阪府堺市美原区平尾1060-1
- 設置学部：経営学部・人間学部・看護学部
- 交通アクセス：

近鉄長野線｢喜志｣駅下車  無料シャトルバスで10分
または、地下鉄｢なかもず｣駅下車  無料シャトルバスで30分

#### 鴻池スポーツキャンパス
- 鴻池スポーツキャンパス
- 所在地：大阪府大東市諸福7丁目2番23号
- 使用学部：人間学部
- 交通アクセス：JR学研都市線鴻池新田駅下車　徒歩7分

#### 清滝スポーツキャンパス
- 清滝スポーツキャンパス
- 所在地：大阪府四條畷市逢阪（大阪府民の森緑の文化園むろいけ園地内）
- 使用学部：人間学部
- 交通アクセス：JR学研都市線四条畷駅下車四條畷市コミュニティバス（田原1ルート・2ルート）で逢阪下車、徒歩10分

### 講堂
太成学院大学には足立記念ホールがある。劇場型の多目的ホールで、席数は608席、ベーゼンドルファ製グランド・ピアノ、劇場仕様の音響設備（音響壁・照明など）、映像配信システムとして光ファイバLAN（1Gbps=1,000Mbps）のTGU.netでキャンパス内の全教室に映像を配信できる。

### 寮
太成学院大学には女子学生専用の寮「スカイフィル喜志」がある。43名収容可能

## 附属学校
- 太成学院天満幼稚園
- 太成学院大学中学校・高等学校
- 大阪太成学院大学歯科衛生学院専門学校